# Calcio Catania 1994-1995
Questa pagina raccoglie i dati riguardanti il Calcio Catania nelle competizioni ufficiali della stagione 1994-1995.

## Stagione
Il Catania vinse il Girone I del Campionato Nazionale Dilettanti, arrivando primo con 52 punti, davanti al Milazzo ed al Messina.
In avvio di stagione l'allenatore fu Pier Giuseppe Mosti, sostituito in corso d'opera da Angelo Busetta.

## Organigramma societario
Area direttiva
- Presidente: Angelo Massimino

Area tecnica
- Direttore sportivo: Franco Mazza
- Allenatore: Pier Giuseppe Mosti, Angelo Busetta
- Allenatore in seconda: Franco Indelicato
- Preparatore dei portieri: Andrea Condorelli

## Rosa
| N. |                   | Ruolo | Calciatore           |
| -- | ----------------- | ----- | -------------------- |
|    | Italia (bandiera) | P     | Mario Noto           |
|    | Italia (bandiera) | P     | Giuseppe Sciuto      |
|    | Italia (bandiera) | P     | Carlo Riccetelli     |
|    | Italia (bandiera) | P     | Giulio Zizza         |
|    | Italia (bandiera) | D     | Gianluca Cristaldi   |
|    | Italia (bandiera) | D     | Mario Giannini       |
|    | Italia (bandiera) | D     | Vincenzo Del Vecchio |
|    | Italia (bandiera) | D     | Massimo Drago        |
|    | Italia (bandiera) | D     | Angelo Sciuto        |
|    | Italia (bandiera) | D     | José Sparti          |
|    | Italia (bandiera) | C     | Ferruccio Bonvini    |
|    | Italia (bandiera) | C     | Santo Ardizzone      |
|    | Italia (bandiera) | C     | Piero Berenato       |
|    | Italia (bandiera) | C     | Giuseppe Sampino     |

| N. |                   | Ruolo | Calciatore          |
| -- | ----------------- | ----- | ------------------- |
|    | Italia (bandiera) | C     | Maurizio Anastasi   |
|    | Italia (bandiera) | C     | Giuseppe Catalano   |
|    | Italia (bandiera) | C     | Dino De Rosa        |
|    | Italia (bandiera) | C     | Giovanni Mignemi    |
|    | Italia (bandiera) | C     | Luca Mosti          |
|    | Italia (bandiera) | C     | Pasquale Marino     |
|    | Italia (bandiera) | C     | Dario Pellegrino    |
|    | Italia (bandiera) | C     | Antonino Belnome    |
|    | Italia (bandiera) | A     | Domenico Crisafulli |
|    | Italia (bandiera) | A     | Alessio Bonanno     |
|    | Italia (bandiera) | A     | Mirco Corrente      |
|    | Italia (bandiera) | A     | Giuseppe Mosca      |
|    | Italia (bandiera) | A     | Giuseppe Romano     |
|    | Italia (bandiera) | A     | Maurizio Pellegrino |

## Risultati

### Campionato Nazionale Dilettanti

#### Girone di andata
| Arbitro: | Evangelista (Avellino) |

|             |           |  |
| Sampino 78’ | Marcatori |  |

| Milazzo 11 settembre 1994 2ª giornata | Igea Virtus         | 0 – 0 | Catania | Stadio Grotta Polifemo\| Arbitro: \| De Biase (Barletta) \| |
| Arbitro:                              | De Biase (Barletta) |       |         |                                                             |

| Arbitro: | Niccolai (Livorno) |

|                              |           |  |
| Mosti 39’ Belnome 87’ (rig.) | Marcatori |  |

| Arbitro: | Pomelli (Perugia) |

|              |           |                   |
| Guzzetti 37’ | Marcatori | 70’ M. Pellegrino |

| Arbitro: | Vittoria (Napoli) |

|  |           |                                 |
|  | Marcatori | 45’ Scalia 70’ Milano 74’ Manca |

| Arbitro: | S. Ayroldi (Salerno) |

|  |           |           |
|  | Marcatori | 67’ Mosca |

| Catania 16 ottobre 1994 7ª giornata | Catania              | 0 – 0 | Ragusa | Stadio Cibali\| Arbitro: \| Sammarini (Ciampino) \| |
| Arbitro:                            | Sammarini (Ciampino) |       |        |                                                     |

| Arbitro: | Verrucci (Fermo) |

|                    |           |                   |
| De Luca 88’ (rig.) | Marcatori | 23’ M. Pellegrino |

| Arbitro: | Di Cicco (Albano Laziale) |

|                                   |           |               |
| Mosca 40’ (rig.), 56’ Belnome 59’ | Marcatori | 22’ Giacalone |

| Cariati 1º novembre 1994 10ª giornata | Cariatese       | 0 – 0 | Catania | Stadio Comunale\| Arbitro: \| Cavuoti (Vasto) \| |
| Arbitro:                              | Cavuoti (Vasto) |       |         |                                                  |

| Catania 6 novembre 1994 11ª giornata | Catania           | 0 – 0 | Milazzo | Stadio Cibali\| Arbitro: \| Saccani (Mantova) \| |
| Arbitro:                             | Saccani (Mantova) |       |         |                                                  |

| Arbitro: | Dondarini (Finale Emilia) |

|  |           |           |
|  | Marcatori | 50’ Mosca |

| Arbitro: | Cassano (Bari) |

|                          |           |  |
| Mosca 54’ Crisafulli 81’ | Marcatori |  |

| Canicattì 27 novembre 1994 14ª giornata | Canicattì    | 0 – 0 | Catania | Stadio Carlotta Bordonaro\| Arbitro: \| Pozzi (Como) \| |
| Arbitro:                                | Pozzi (Como) |       |         |                                                         |

| Catania 4 dicembre 1994 15ª giornata | Catania            | 0 – 0 | Agropoli | Stadio Cibali\| Arbitro: \| Carcereri (Verona) \| |
| Arbitro:                             | Carcereri (Verona) |       |          |                                                   |

| Arbitro: | Sebastianelli (Ciampino) |

|  |           |                                                 |
|  | Marcatori | 27’, 63’, 76’ Mosca 61’ Del Vecchio 73’ Belnome |

| Arbitro: | Borelli (Civitavecchia) |

|                              |           |              |
| Crisafulli 7’ Mosca 20’, 69’ | Marcatori | 63’ Librizzi |

#### Girone di ritorno
| Arbitro: | Santini (Ancona) |

|            |           |             |
| Caputo 18’ | Marcatori | 72’ Belnome |

| Arbitro: | Semeraro (Taranto) |

|                       |           |  |
| Sampino 13’ Mosca 83’ | Marcatori |  |

| Arbitro: | Papini (Perugia) |

|              |           |                                   |
| Natiello 79’ | Marcatori | 29’ Del Vecchio 84’ M. Pellegrino |

| Arbitro: | De Paola (Torre Annunziata) |

|                          |           |  |
| Crisafulli 66’ Mosca 81’ | Marcatori |  |

| Arbitro: | Verrucci (Fermo) |

|                   |           |  |
| P. Campanella 13’ | Marcatori |  |

| Catania 18 febbraio 1995 23ª giornata | Catania        | 0 – 0 | Gela J.T. | Stadio Cibali\| Arbitro: \| Gazzi (Torino) \| |
| Arbitro:                              | Gazzi (Torino) |       |           |                                               |

| Arbitro: | Maselli (Lucca) |

|            |           |                  |
| Nuccio 20’ | Marcatori | 45+4’ Crisafulli |

| Arbitro: | S. Ayroldi (Salerno) |

|                               |           |             |
| P. Marino 17’ Del Vecchio 47’ | Marcatori | 16’ Orlandi |

| Arbitro: | Cimini (Roma) |

|  |           |                |
|  | Marcatori | 49’ Crisafulli |

| Arbitro: | Cerioni (Savona) |

|                                |           |  |
| Mosca 75’ Ritrovato 86’ (aut.) | Marcatori |  |

| Arbitro: | Papini (Perugia) |

|               |           |                                         |
| Gagliotti 39’ | Marcatori | 55’ (rig.) M. Pellegrino 81’ Crisafulli |

| Arbitro: | Griselli (Livorno) |

|              |           |  |
| Berenato 85’ | Marcatori |  |

| Arbitro: | Raccichini (Voghera) |

|                |           |                                   |
| E. Daniele 68’ | Marcatori | 40’ (rig.), 60’ Mosca 92’ Belnome |

| Arbitro: | Ferone (Terni) |

|                               |           |                |
| Del Vecchio 35’ P. Marino 67’ | Marcatori | 23’ La Morella |

| Arbitro: | Campofiorito (Chiavari) |

|  |           |           |
|  | Marcatori | 15’ Mosca |

| Arbitro: | Salvetti (Varese) |

|                                                       |           |  |
| Crisafulli 18’ De Rosa 19’ Mosca 58’, 63’ Sampino 84’ | Marcatori |  |

| Arbitro: | S. Ayroldi (Salerno) |

|  |           |                                   |
|  | Marcatori | 50’ Drago 66’ Mosca 78’ Ardizzone |

### Poule scudetto
| Arbitro: | Raccichini (Voghera) |

|                                     |           |                       |
| Bonanno 10’ Mosca 56’ P. Marino 49’ | Marcatori | 3’ Aruta 8’ Latartara |

| Arbitro: | Ferone (Terni) |

|                         |           |  |
| Mazzarano 63’ Aruta 77’ | Marcatori |  |

### Coppa Italia Dilettanti

#### Primo turno (Girone 32)
| Ragusa 21 agosto 1994 1ª giornata | Ragusa              | 0 – 0 | Catania | Stadio Aldo Campo\| Arbitro: \| Benedetto (Messina) \| |
| Arbitro:                          | Benedetto (Messina) |       |         |                                                        |

| Arbitro: | Battaglia (Messina) |

|                 |           |  |
| Del Vecchio 45’ | Marcatori |  |

#### Secondo turno
| Catania 12 ottobre 1994 Andata | Catania           | 0 – 0 | Canicattì | Stadio Cibali\| Arbitro: \| Costa (Catanzaro) \| |
| Arbitro:                       | Costa (Catanzaro) |       |           |                                                  |

| Arbitro: | Esposito (Trapani) |

|                    |           |           |
| Moncado 23’ (rig.) | Marcatori | 40’ Drago |

#### Terzo turno
| Arbitro: | Iannotta (Salerno) |

|           |           |          |
| Mosca 29’ | Marcatori | 39’ Mele |

| Arbitro: | Taurino (Lecce) |

|                  |           |  |
| Ortolini 9’, 74’ | Marcatori |  |

### Statistiche di squadra
| Competizione            | Punti | In casa | In casa | In casa | In casa | In casa | In casa | In trasferta | In trasferta | In trasferta | In trasferta | In trasferta | In trasferta | Totale | Totale | Totale | Totale | Totale | Totale | DR  |
| Competizione            | Punti | G       | V       | N       | P       | Gf      | Gs      | G            | V            | N            | P            | Gf           | Gs           | G      | V      | N      | P      | Gf     | Gs     | DR  |
| ----------------------- | ----- | ------- | ------- | ------- | ------- | ------- | ------- | ------------ | ------------ | ------------ | ------------ | ------------ | ------------ | ------ | ------ | ------ | ------ | ------ | ------ | --- |
| C.N.D.                  | 53    | 17      | 12      | 4       | 1       | 27      | 7       | 17           | 9            | 7            | 1            | 23           | 8            | 34     | 21     | 11     | 2      | 50     | 15     | +35 |
| Poule scudetto          |       | 1       | 1       | 0       | 0       | 3       | 2       | 1            | 0            | 0            | 1            | 0            | 2            | 2      | 1      | 0      | 1      | 3      | 4      | -1  |
| Coppa Italia Dilettanti |       | 3       | 1       | 2       | 0       | 2       | 1       | 3            | 0            | 2            | 1            | 1            | 3            | 6      | 1      | 4      | 1      | 3      | 4      | -1  |
| Totale                  |       | 21      | 14      | 6       | 1       | 32      | 10      | 21           | 9            | 9            | 3            | 24           | 13           | 42     | 23     | 15     | 4      | 56     | 23     | +33 |